# Bělorusko na Zimních olympijských hrách 2014
Bělorusko na Zimních olympijských hrách 2014 reprezentovalo 26 sportovců 5 sportech.

## Medailisté
| Medaile | Jméno              | Sport                | Disciplína                     |
| ------- | ------------------ | -------------------- | ------------------------------ |
| Zlato   | Darja Domračevová  | Biatlon              | Ženy – stíhací závod           |
| Zlato   | Darja Domračevová  | Biatlon              | Ženy – vytrvalostní závod      |
| Zlato   | Darja Domračevová  | Biatlon              | Ženy závod s hromadným startem |
| Zlato   | Alla Cuperová      | Akrobatické lyžování | Ženy akrobatické skoky         |
| Zlato   | Anton Kushnir      | Akrobatické lyžování | Muži akrobatické skoky         |
| Bronz   | Naděžda Skardinová | Biatlon              | Ženy – vytrvalostní závod      |